# إي جاي رافاييل
آرثر جوزيف رافاييل (من مواليد 12 مارس 1989)، والمعروف باسم إيه جاي رافاييل، هو مغني وكاتب أغاني فلبيني أمريكي، ويوتيوبر، وتيك توكر. ولد في وادي مورينو، كاليفورنيا ، وتخرج من كلية بيركلي للموسيقى في عام 2010.

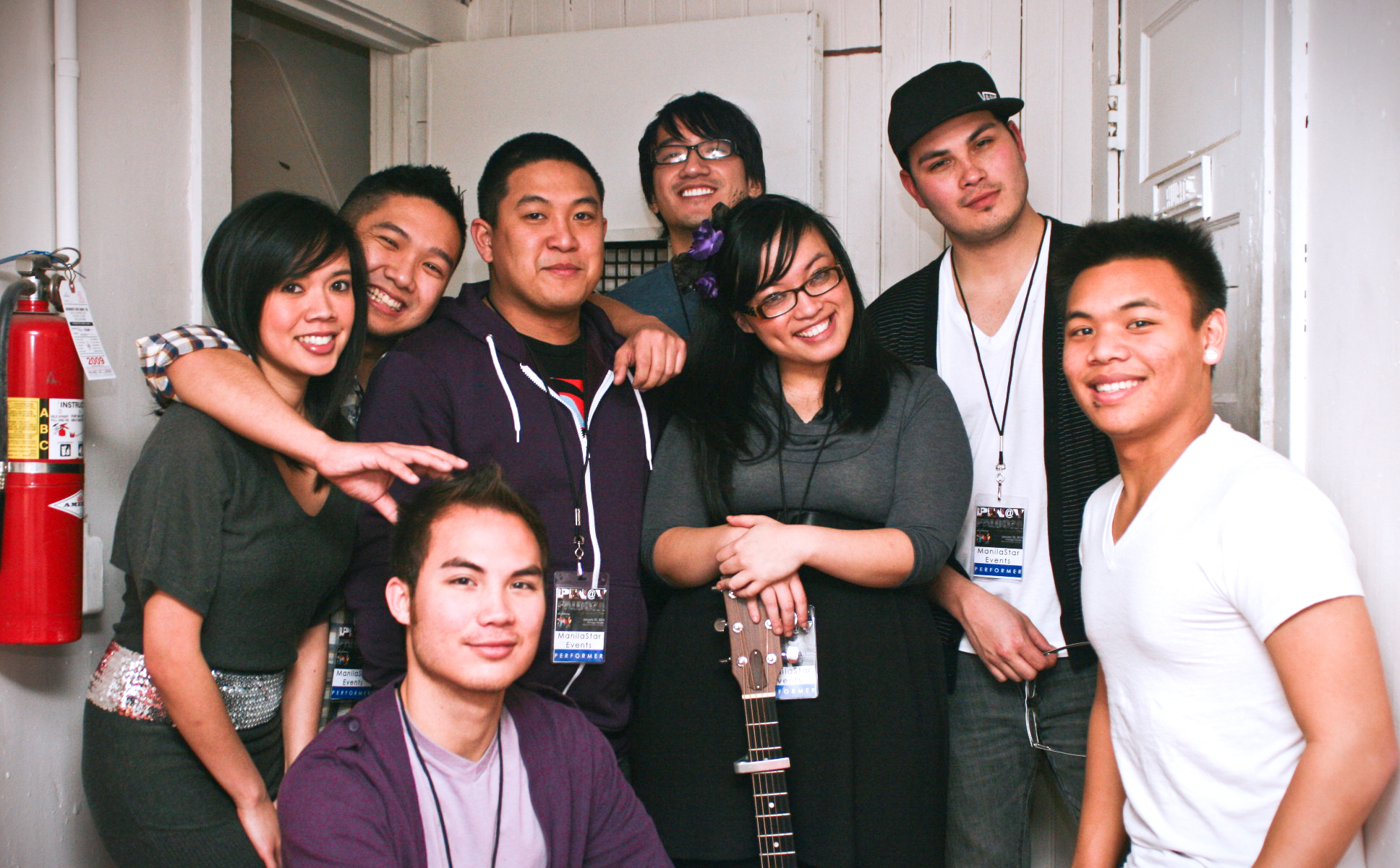
آي جاي رافاييل (أقصى اليمين) في عام 2010

أنشأ رافائيل حسابًا على ماي سبيس في عام 2003. كتب أغنيته الأولى بعنوان "كيف حال سان دييغو باولي" في عام 2004 عندما كان عمره 16 عامًا وقام بتحميلها على موقع ماي سبيس. قام بتأليف الأغنية للفتاة التي تواصل معها عبر الإنترنت بمناسبة عيد ميلادها. نظرًا لأن موقع Myspace لم يكن يدعم نشر مقاطع الفيديو في ذلك الوقت، فقد كتب رافائيل جافا سكريبت ولغة إتش تي إم إل لعرض أغانيه من خلال البرنامج الإضافي لمشغل الوسائط ريل بلاير. لقد نشر مقطع فيديو على موقع Myspace لنفسه وهو يؤدي مجموعة ميغ وديا المتنوعة التي جذبت انتباه الفرقة. شاركت الفرقة مقطع الفيديو الخاص بها على صفحة Myspace الخاصة بها مما أدى إلى حصول الفيديو على 30000 مشاهدة. بعد فترة وجيزة، قدم رافائيل عرضًا في مهرجان فلبيني في سان دييغو . كان متسابقًا في عام 2005 في الموسم الرابع من برنامج أمريكان أيدول ولكن تم إقصاؤه من قبل ثلاثة حكام.

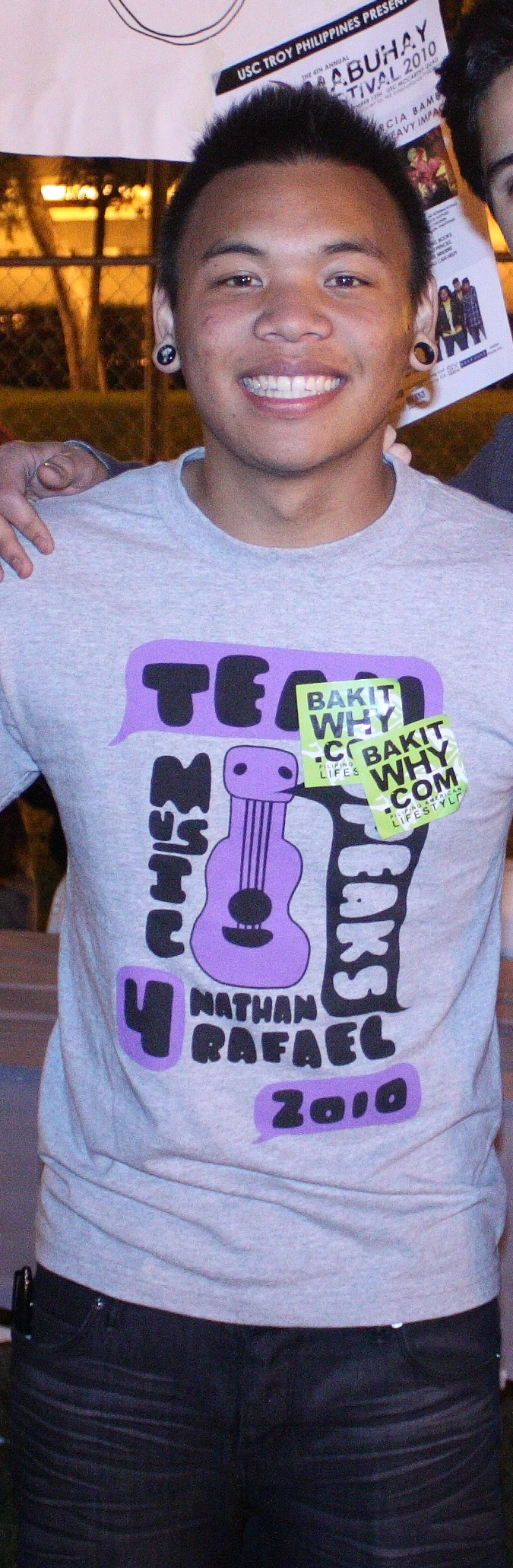
أي جاي رافاييل في عام 2010